# Isla Buey
Isla Buey är en ö i Mexiko. Den ligger i Campechebukten och hör till delstaten Tabasco, i den sydöstra delen av landet. Ön ligger precis vid mynningen av floden Grijalva och nära ögruppen Islas Azteca och orten Frontera.